# Eryk Rodzik
Eryk Rodzik (26 de mayo de 1992) es un deportista polaco que compitió en taekwondo. Ganó una medalla de bronce en el Campeonato Europeo de Taekwondo de 2012, en la categoría de –58 kg.

## Palmarés internacional
| Campeonato Europeo | Campeonato Europeo       | Campeonato Europeo | Campeonato Europeo |
| Año                | Lugar                    | Medalla            | Categoría          |
| ------------------ | ------------------------ | ------------------ | ------------------ |
| 2012               | Mánchester (Reino Unido) | Medalla de bronce  | –58 kg             |